# Teatro Gran Rex
O Gran Rex é um teatro localizado no norte do calçadão da Avenida Corrientes 857, menos de 200 metros do Obelisco de Buenos Aires, Argentina.
O teatro dos grandes musicais e artistas, recebe os artistas mais consagrados do nacional ao internacional. Sua capacidade é 3.300 lugares. O edifício de 1937, é um expoente racionalista estilo arquitectónico, concebido por Alberto Prebisch, o mesmo arquiteto que criou o Obelisco. Possui um espaço assimétrico, fato de ter sido construído em um terreno irregular. A sua imponente fachada é um simples rectângulo, com superfície envidraçada e carece de motivos decorativos. O interior é o mesmo estilo, o salão tem uma série de escadas destinadas a esvaziar a sala rapidamente. O espaço é dividido em um grande reservatório de bandas de sucesso. Os materiais são mármore, gesso, madeira e latão chapeado.

## Apresentações realizadas

### Shows
- Bandana - 2001 à 2004 (600.000 espectadores)
- Olodum - 1997
- Björk - 2007
- Belinda - 2007
- Fito Paez - 1999
- Coldplay - 2006
- A Flor le Gusta Saltar la Soga - 2007
- Kudai - 2007
- Kudai - 2008
- Axel - Agosto 2008
- Muse - 2008
- Simone- 1981
- Jugate Conmigo - 1994
- Chiquititas - 1996 a 2001
- Erreway - 2002 e 2003
- Floricienta - 2004 e 2005
- Chiquititas - 2006
- Casi Ángeles -  2007,2008, 2009 e 2010
- Patito Feo - 2007 e 2008.
- Sonha Comigo - 2011
- Teen Angels - 2011 e 2012
- Grachi 2 - 2012
- Violetta - 2013
- Aliados - 2014
- Got Me Started - 2017